# لهجة مستغانمية
المستغانمية أو لمستغالمية هي فرع من لهجات الدارجة الجزائرية الغربية، وجزء من اللهجات المغاربية. يتحدث بها الآلاف من الجزائريين لاسيما في مدينة مستغانم. متأثرة بشكل واسع بالإسبانية والتركية والفرنسية واللهجة العربية اليهودية.
المستغانمية ترتكز على اللغة العربية ومتأثرة باللهجات التلية. وتستعمل كل من حرفي « ڨ » و« ق » تقريبا مثل اللهجة الوهرانية، في حين يستخدم سكان المناطق الحضرية في القطاع الوهراني الآخرين حرف « أ » كما هو الحال في اللهجة التلمسانية، أو « ق » اللهجة الندرومية.
ولها خصائص خاصة مشابهة للهجات الأخرى في المناطق الحضرية والتلية خارج غرب القطاع الوهراني، مثل استخدام استخدام « و» في نهاية الكلمات، على سبيل المثال: « ڨولو » بدلا من « ڨولاه » في اللهجة الوهرانية، هذا بالنسبة للمذكر؛ نضيف « لها » للأنثى « ڨوللها » (مختلفة عن ڨولها).
بعض المصطلحات
| باللغة العربية      | باللهجة المستغانمية |
| ------------------- | ------------------- |
| قل له               | قولَّه، قولُّو          |
| ماذا هناك           | شكاين               |
| حسنا                | صح، بنِّيا            |
| لامع                | يغوي                |
| نظيف                | نقي                 |
| أجنبي               | برّاني               |
| عمارة               | باطيمة              |
| أطفال               | ذراري               |
| الدراجة البخارية    | طفطافة              |
| قماش                | شرميطة، بخنوق       |
| يزعجني              | يْعَلْني               |
| أصلع                | قرع، صلع            |
| واسع الحيلة (داهية) | ساجي                |